# Catherine Doherty
 (novembre 2023).
Si vous disposez d'ouvrages ou d'articles de référence ou si vous connaissez des sites web de qualité traitant du thème abordé ici, merci de compléter l'article en donnant les références utiles à sa vérifiabilité et en les liant à la section « Notes et références ».
Catherine Doherty ou Catherine de Hueck Doherty, de son nom de naissance Ekaterina Feodorovna Kołyszkina (en russe : Екатерина Фёдоровна Колышкина), est née le 15 août 1896 à Nijni Novgorod (Russie) et morte le 14 décembre 1985 à Combermere, Ontario (Canada), est une mère de famille russo-canadienne de tradition orientale catholique et militante sociale, engagée dans les luttes pour plus de justice sociale interraciale. Ses conférences et interventions publiques comme ses nombreux écrits la font connaitre dans le monde anglophone. Elle est cofondatrice avec son mari, de la "Maison de la Madone". Son procès en béatification a été ouvert en l'an 2000.

## Biographie

### Jeunesse en Russie et exil
Née le 15 août 1896 de parents appartenant à la petite noblesse russe, Catherine reçoit une excellente éducation, souvent à l’étranger étant donnée la carrière diplomatique de son père. De retour à Saint-Pétersbourg en 1910, elle est inscrite à la prestigieuse Académie de la princesse Alexandra Alekseevna Obolensky (en). Avec sa mère elle visite les pauvres de la ville. De ses parents Catherine reçoit un amour évangélique des plus modestes. En 1912, à 15 ans, elle épouse son proche cousin, le baron Boris de Hueck (1889-1947).
Lors de la Première Guerre mondiale la baronne de Hueck est infirmière volontaire de la Croix-Rouge. Souvent au front elle est marquée, à vie, par les horreurs de la guerre. Elle est décorée de la Croix de saint Georges de l'Empire russe.
De nouveau à Saint-Pétersbourg, Catherine et son mari sont pris dans la tourmente de la Révolution russe et doivent partir en exil. D’abord réfugiés en Finlande, où ils souffrent de la faim, ils arrivent en Angleterre. Elle y est reçue dans l’Église catholique le 27 novembre 1919. Finalement le couple s’installe au Canada. Elle y donne naissance à leur fils, Georges en 1921, tout en vivant de divers emplois, généralement dans l’enseignement. Leur situation s’améliore.

### Inspiration évangélique
Libérée de soucis financiers le confort matériel la laisse cependant insatisfaite. De plus son mariage tourne à l’échec. Catherine de Hueck retrouve l’inspiration évangélique de sa jeunesse et l’amour pour les pauvres reçu de sa mère. Des passages de la Bible la touche plus profondément, qu’elle citera volontiers : « Éveille-toi, éveille toi ! » (Jg 6,12), « Vendez tout ce que vous possédez... » (Mt 19,21) « Prenez votre croix et suivez moi » (Lc 9,23).

### Les "Maisons de l’amitié"
En 1932, son style de vie change radicalement. Laissant ses biens elle s’installe dans un quartier pauvre du centre-ville de Toronto, et ouvre une première "Maison de l’amitié" avec soupe populaire, n’hésitant pas à se priver elle-même pour subvenir aux besoins des autres. Un enseignement catholique y est offert également. Son engagement croissant pour une plus grande justice sociale, particulièrement dans les relations interraciales (en), lui créent des problèmes internes à son organisation de la "Maison de l’amitié". Elle est accusée de sympathie communiste et, en 1936, contrainte à fermer sa Maison.
Catherine de Hueck prend une année sabbatique qu’elle passe en Europe à se renseigner sur l’idéologie et les méthodes de l’Action catholique. À son retour, elle ouvre une nouvelle "Maison de l’amitié" (1937) à Harlem, à l’invitation de l’Association interraciale catholique. Ce centre catholique engagé dans la lutte pour la justice interraciale essaime : des maisons de l’amitié sont ouvertes à Chicago (1942), Washington (1948) et ailleurs. Outre l’assistance aux pauvres et aux démunis, ces Maisons organisent des rencontres, conférences et discussions visant une meilleure compréhension interraciale.

### Mariage et vie au Canada
En 1943, Catherine de Hueck épouse Eddie Doherty, un célèbre journaliste américain, son premier mariage au baron de Hueck ayant été annulé pour cause de consanguinité. Ce mariage n’est pas accepté par le personnel de la "Maison de l’amitié" qui estimait que la fondatrice devait vivre dans le célibat. Eddie Doherty et sa femme Catherine quittent les États-Unis et s’installent, le 17 mai 1947, à Combermere (Ontario), au Canada.
Ensemble Eddie et Catherine fondent une nouvelle association pour l’apostolat social, appelée "Maison de la Madone apostolique" (Madonna House apostolate). C’est l’origine d’un nouveau mouvement apostolique laïc chrétien qui en l’an 2000 compte plus de 200 personnes actives et quelque 125 diacres, prêtres et évêques associés, avec quelque 22 Maisons en divers pays.
Avec permission spéciale du Saint-Siège, son mari, Eddie, passe de l’Église catholique romaine à l’Église grecque-catholique melkite dans laquelle il est ordonné prêtre le 15 août 1969. Il meurt en 1975.

### Poustinia
Doherty est surtout connue pour avoir introduit dans la spiritualité catholique le concept et l’idée de la poustinia russe. Son livre portant ce titre, est publié en 1975. Une poustinia est une cabine ou petite pièce sobrement aménagée où une personne peut se retirer pour 24 heures, en un désert personnel, y passant un temps de prière et de jeûne, en présence de Dieu.
Catherine Doherty meurt le 1 décembre 1985 à Combermere, au Canada, à l’âge de 89 ans. La cause de sa béatification est ouverte en 2000.

## Écrits
Parmi ses nombreux écrits, articles et livres, il faut retenir :
- Catherine de Hueck Doherty, Le désert au cœur des villes : Poustinia, Paris, Le Cerf, 1976, 205 p.

Prix Jules-Favre de l’Académie française en 1977